# Patrizia Spuri
Patrizia Spuri (Fara in Sabina, 18 febbraio 1973) è un'ex velocista italiana, ex primatista nazionale della staffetta 4×400 metri e due volte a medaglia ai Campionati europei di atletica leggera indoor sempre con la staffetta.

## Biografia
Ancora oro con staffetta ai XIII Giochi del Mediterraneo, bronzo individuale ed otto volte campionessa italiana. Sposata con il triplista Fabrizio Donato.

## Record nazionali
- Staffetta 4x400 m: 3'26"69 ( Parigi, 20 giugno 1999) - con Virna De Angeli, Francesca Carbone e Danielle Perpoli
- Staffetta 4x400 m indoor: 3'35"01 ( Gand, 27 febbraio 2000) - con Virna De Angeli, Francesca Carbone e Carla Barbarino

## Palmarès
| Anno | Manifestazione            | Sede   | Evento                | Risultato | Prestazione | Note  |
| ---- | ------------------------- | ------ | --------------------- | --------- | ----------- | ----- |
| 1997 | Giochi del Mediterraneo   | Bari   | Staffetta 4x400 metri | Bronzo    | 3'29"98     | [ 1 ] |
| 2002 | Campionati europei indoor | Vienna | Staffetta 4x400 metri | Bronzo    | 3'36"49     |       |

## Campionati nazionali
- (1994, 1996, 1998 e 1999 nei 400 m e 1999 e 2002 negli 800 m all'aperto)
- (1994, 1998 nei 400 m e 2000 negli 800 m indoor)